# Enzo Fioritto
Enzo Fioritto, all'anagrafe Vincenzo Fioritto (Roma, 29 agosto 1921 – Roma, 10 settembre 1943), è stato un militare e partigiano italiano, medaglia d'Oro al Valor Militare.

## Biografia
Sottotenente presso il deposito del 4º Reggimento carri, la mattina del 10 settembre 1943 ricevette ordini immediati di recarsi con un'unità di 11 carri armati nella zona dell'Ostiense, per unirsi agli altri raggruppamenti italiani, per contrastare l'avanzata delle truppe paracadutiste tedesche nella zona di Porta San Paolo. Ingaggiato il combattimento, Enzo Fioritto venne colpito da una granata al braccio sinistro, morendo poco dopo aver esortato i suoi uomini a persistere nella battaglia.
Aveva 22 anni.

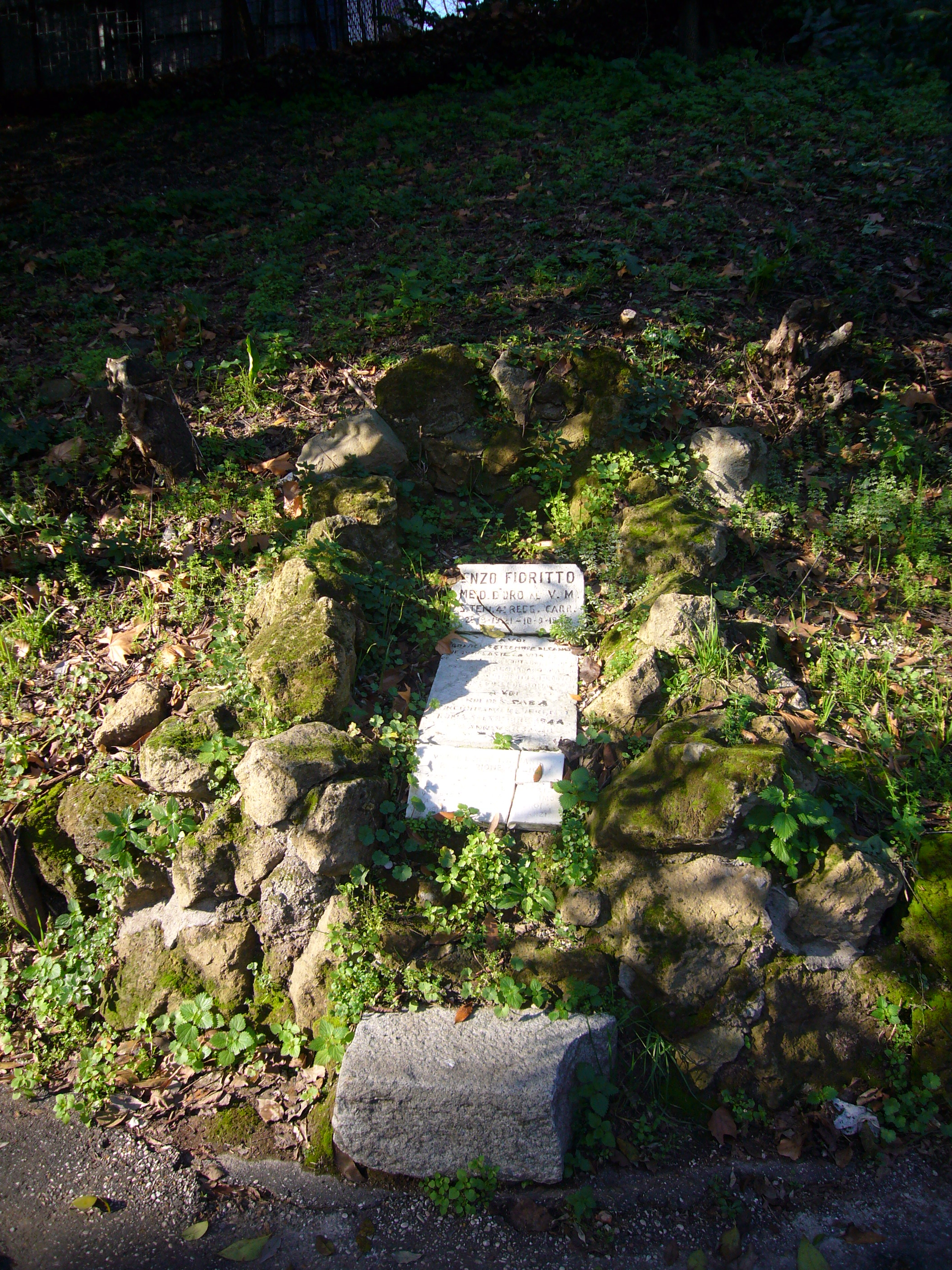
La lapide dedicata a Fioritto, nel luogo in cui cadde ferito a morte, posta già nel 1944 dalla gente dei rioni S. Saba e Celio

Nel luogo dove fu mortalmente ferito, in Viale Baccelli a Roma, una lapide, ancora oggi ornata da fiori freschi, recita:
```
ENZO FIORITTO
MED. D'ORO AL V.M.
S.TEN. 4° REGG. CAR.
29-8-1921 - 10-9-1943

A VOI
EROI DEL SETTEMBRE DI SANGUE
CHE IMMOLASTE LA VITA VOSTRA
PER CANCELLARE L'ONTA DEI TRADITORI
E INSEGNARE AL BARBARO INVASORE
QUAL ERA IL SENTIMENTO ED IL DOVERE
DEI FIGLI DI ROMA
A VOI
NOI DI S.SABA
C'INCHINIAMO REVERENTI
ROMA SETTEMBRE 1944
ANNIVERSARIO

UNIONE DONNE ITALIANE
CIRCOLO RIONE CELIO

LA FEDE E LA SPERANZA CHE VI PORTÒ
ALL'OLOCAUSTO PER LA LIBERTÀ
È UNA BANDIERA CHE CON L'ULTIMO
ANELITO CI DESTE E CHE NOI
PORTEREMO SEMPRE INNANZI
```

Il 10 settembre 1945 fu decorato di Medaglia d'Oro al Valor Militare alla memoria.
Il 22 dicembre 1946, a San Nicandro Garganico, paese di origine dell'ufficiale, gli furono rese solenni onoranze civili e militari, con la partecipazione di una folla di cittadini, alla presenza del padre con appuntata sul petto la medaglia d'oro del figlio, e fu letta la motivazione della concessione della Medaglia d'Oro, mentre veniva scoperta la targa che intitolava al nome del patriota una piazza.
Studi e scritti gli sono stati dedicati da parte di storici e lapidi in suo onore gli sono state dedicate in vari luoghi da lui abitati. Il Centro Studi Storici ed Archeologici del Gargano di San Nicandro Garganico (FG) gli ha dedicato più di uno scritto.